# Redbergslids IK
Redbergslids IK é um clube de handebol de Gotemburgo, Suécia. O clube foi fundado em 1916, competindo inicialmente na liga local. é um dos clubes de maiores sucesso da Suécia.

## Títulos

### EHF
- Campeão 1958-1959

### Liga Sueca
- (20): (1933, 1934, 1947, 1954, 1958, 1963, 1964, 1965, 1985, 1986, 1987, 1989, 1993, 1995, 1996, 1997, 1998, 2000, 2001, 2003)

## Ligações Externas
- Sítio Oficial
- página na EHF